# Nati nel 1556
| Questa pagina contiene informazioni ricavate automaticamente dalle voci biografiche con l'ausilio del template Bio e di un bot. L'aggiornamento è periodico e automatico e ricostruisce completamente la pagina. Se manca una persona in questa lista, sei pregato di non aggiungerla, ma accertati piuttosto che la sua voce biografica contenga il template Bio e che i dati anagrafici siano correttamente compilati. Se il template Bio manca, inseriscilo tu stesso o, in alternativa, metti l'avviso {{tmp\|Bio}} che ne segnala la mancanza. Se i dati riportati sono sbagliati, correggi direttamente la voce biografica; le modifiche saranno visibili in questa lista entro pochi giorni. Per chiarimenti vedi il progetto biografie. La lista contiene solo le 60 persone che sono citate nell'enciclopedia e per le quali è stato implementato correttamente il template Bio. Pagina aggiornata al 10 giu 2025. |

## Gennaio(2)
- 8 gennaio - Giuseppe da Leonessa, presbitero e santo italiano († 1612)
- 8 gennaio - Uesugi Kagekatsu, militare giapponese († 1623)

## Febbraio(3)
- 7 febbraio - Maria di Nassau, principessa († 1616)
- 21 febbraio - Sethus Calvisius, compositore, astronomo e matematico tedesco († 1615)
- 29 febbraio - Aurelio Lomi, pittore italiano († 1624)

## Marzo(1)
- 7 marzo - Guillaume du Vair, scrittore, giurista e vescovo cattolico francese († 1621)

## Aprile(1)
- 15 aprile - François Béroalde de Verville, scrittore, poeta e umanista francese († 1626)

## Maggio(1)
- 31 maggio - Jerzy Radziwiłł, cardinale e vescovo polacco († 1600)

## Giugno(1)
- 29 giugno - Geremia da Valacchia, religioso italiano († 1625)

## Luglio(3)
- 9 luglio - Elizabeth Finch, I contessa di Winchilsea, nobildonna inglese († 1634)
- 22 luglio - Ottone Enrico del Palatinato-Sulzbach, nobile († 1604)
- 25 luglio - George Peele, drammaturgo inglese († 1596)

## Agosto(4)
- 10 agosto - Philipp Nicolai, pastore protestante, poeta e compositore tedesco († 1608)
- 16 agosto - Bartolomeo Cesi, pittore italiano († 1629)
- 17 agosto - Alexander Briant, presbitero e gesuita inglese († 1581)
- 28 agosto - Carlo Conti, cardinale e vescovo cattolico italiano († 1615)

## Ottobre(2)
- 9 ottobre - Cunegonda Jakobäa del Palatinato-Simmern, nobildonna tedesca († 1586)
- 18 ottobre - Carlo I d'Elbeuf, nobile francese († 1605)

## Novembre(2)
- 25 novembre - Jacques du Perron, cardinale, arcivescovo cattolico e poeta francese († 1618)
- 28 novembre - Francesco Contarini, doge († 1624)

## Dicembre(3)
- 5 dicembre - Anne Cecil, nobile inglese († 1588)
- 21 dicembre - Antonio Pagni, presbitero e religioso italiano († 1624)
- 27 dicembre - Giovanna di Lestonnac, religiosa francese († 1640)

## Senza giorno specificato(37)
- Giovan Francesco Beatrice, criminale italiano († 1609)
- Giovanni Bizzelli, pittore italiano († 1612)
- Traiano Boccalini, scrittore italiano († 1613)
- Martha Brossier, truffatrice francese
- Giovanni Battista Caccini, scultore e architetto italiano († 1613)
- Decio Carafa, cardinale e arcivescovo cattolico italiano († 1626)
- Mary Cavendish, nobildonna inglese († 1632)
- Margaret Clitherow, inglese († 1586)
- Costanza Colonna, nobile italiana († 1626)
- Domenico Curtoni, architetto italiano († 1629)
- Clelia Farnese, nobildonna italiana († 1613)
- Alessandro Galvani, giurista italiano († 1616)
- Aurelio Gatti, pittore italiano († 1602)
- Elizabeth Hastings, nobildonna inglese († 1621)
- John Heminges, attore teatrale britannico († 1630)
- Thomas Hood, matematico inglese († 1620)
- Katagiri Katsumoto, militare giapponese († 1615)
- Cesare Lippi, vescovo cattolico italiano († 1622)
- Carlo Maderno, architetto italiano († 1629)
- Pietro Malombra, pittore italiano († 1618)
- Claude Mangot de Villeran et Villarceau, politico e nobile francese († 1624)
- Asdrubale Mattei, nobile e collezionista d'arte italiano († 1638)
- Pietro Francesco Montorio, vescovo cattolico e diplomatico italiano († 1643)
- Nasu Sukeharu, militare giapponese († 1609)
- Pomponio Nenna, compositore italiano († 1608)
- Johannes Opsopoeus, filologo e medico tedesco († 1596)
- Orlando Pescetti, pedagogista e letterato italiano († 1624)
- Vincenzo Rustici, pittore italiano († 1632)
- Giuseppe Scala, medico, filosofo e matematico italiano († 1585)
- Pietro Sorri, pittore italiano († 1622)
- Felipa de Souza, portoghese († 1600)
- Cristoforo Stati, scultore italiano († 1619)
- Lazzaro Tavarone, pittore italiano († 1640)
- Alessandro Turamini, giurista, filosofo e scrittore italiano († 1605)
- Tōdō Takatora, militare giapponese († 1630)
- Thomas West, II barone De La Warr, nobile inglese († 1602)
- Maria di Savoia, nobile italiana († 1580)